# گوتیه لوریس
گوتیه لوریس (انگلیسی: Gautier Lloris؛ زادهٔ ۱۸ ژوئیهٔ ۱۹۹۵) بازیکن فوتبال اهل فرانسه است.
از باشگاه‌هایی که در آن بازی کرده‌است می‌توان به باشگاه فوتبال نیس اشاره کرد.
وی همچنین در تیم ملی فوتبال زیر ۱۹ سال فرانسه بازی کرده‌است.